# Peter von Baranoff

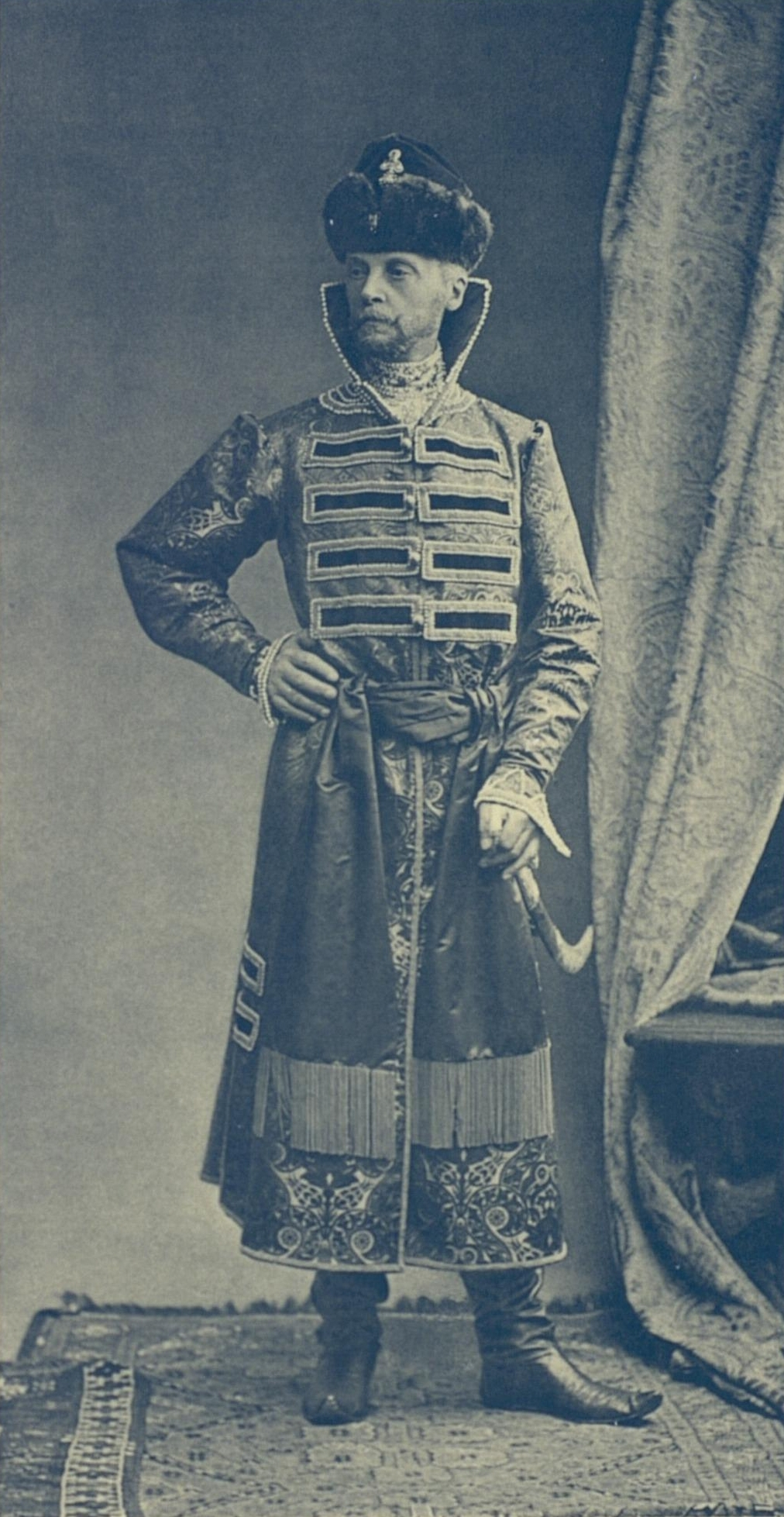
Generalleutnant Peter Paul Alexander von Baranoff

Peter Paul Alexander von Baranoff  (russisch: Пётр Петрович фон Баранов; * 9. Mai 1843 in Reval; † 22. Dezember 1924 in Reval) war ein im Baltikum geborener Adeliger und General der Kavallerie in der Kaiserlich-Russischen Armee. 

## Leben
Peter Paul begann 1860 im kaiserlich-russischen Pagenkorps in Sankt Petersburg seine militärische Laufbahn. Ab 1861 diente er als Kornett im Garde-Ulanen-Regiment, der Kaiserin  Marija Aleksandrowna (1824–1865). 1863 nahm er am Feldzug gegen den Januaraufstand der Polen teil und wurde 1865 zum Porutschik befördert. Seine nächsthöhere Beförderung war 1874 die zum Rittmeister, von 1877 bis 1878 nahm er am Russisch-Osmanischen Krieg teil, dem sich dann auch die Beförderung zum Oberstleutnant anschloss. Bevor er von 1890 bis 1891 Kommandeur des 3. Sumschen Dragoner-Regiments war, wurde er 1880 zum Oberst befördert.  Unter gleichzeitiger Übernahme des Kommandos über das Ulanen-Regiment der Kaiserin Marija Fedorowna (1847–1928) wurde ihm der Dienstgrad Generalmajor übertragen. 
1897 wurde er Kommandeur der 1. Garde-Kavallerie-Brigade und schied 1898 aus dem aktiven Militärdienst aus. Er versah danach hauptamtlich seinen Dienst am Hofe des Zaren, wurde 1900 zum Generalleutnant befördert und wurde 1902 Hofmeister des Großfürsten Michail Nikolajewitsch (1832–1909). Von 1906 bis 1907 war er Mitglied des  kaiserlich-russischen Staatsrats und Anhänger der Oktobristen. 1909 wurde er zum Generaladjutanten Seiner Majestät Zar Nikolaus II. (1868–1918) berufen und 1911 zum  General der Kavallerie ernannt. Aus dem Hofdienst erhielt er 1914 seinen Abschied und kehrte 1917 nach Tallinn zurück. Er starb am 22. Dezember 1924 in Tallinn und wurde auf dem dortigen  Aleksander-Newski-Friedhof beigesetzt.

## Auszeichnungen

### Russische Ordensauszeichnungen
- 1863 Russischer Orden der Heiligen Anna 4. Klasse
- 1872 Russischer Orden der Heiligen Anna 3. Klasse
- 1879 Goldenes Schwert für Tapferkeit
- 1878 Orden des Heiligen Wladimir 4. Klasse
- 1878 Russischer Sankt-Stanislaus-Orden 2. Klasse mit  Schwertern
- 1881 Russischer Orden der Heiligen Anna 2. Klasse
- 1886 Orden des heiligen Wladimir 3. Klasse
- 1894 Russischer St.-Stanislaus-Orden 1. Klasse
- 1898 Russischer Orden der hl. Anna 1. Klasse
- 1905 Orden des Heiligen Wladimir 2. Klasse
- 1907  Kaiserlich-Königlicher Orden vom Weißen Adler
- 1911 Alexander-Newski-Orden
- 1915 Alexander-Newski-Orden  mit Diamanten

### Ausländische Ordensverleihungen
- 1874 Österreichischer Franz-Joseph-Orden 5. Klasse
- 1877 Stern von Rumänien
- 1881 Preußischer Roter Adlerorden 2. Klasse
- 1892 Großkreuz  des Mecklenburg-Schweriner Greifenorden
- 1896 Bulgarischer St. Alexander-Orden 2. Klasse
- 1897 Österreichischer Orden der Eisernen Krone 1. Klasse
- 1897 Französischer Orden der Ehrenlegion, Kommandeurskreuz
- 1898 Preußischer Kronenorden 1. Klasse
- 1901 Griechischer Erlöser-Orden  1. Klasse
- 1903 Türkischer Mecidiye-Orden

## Herkunft und Familie

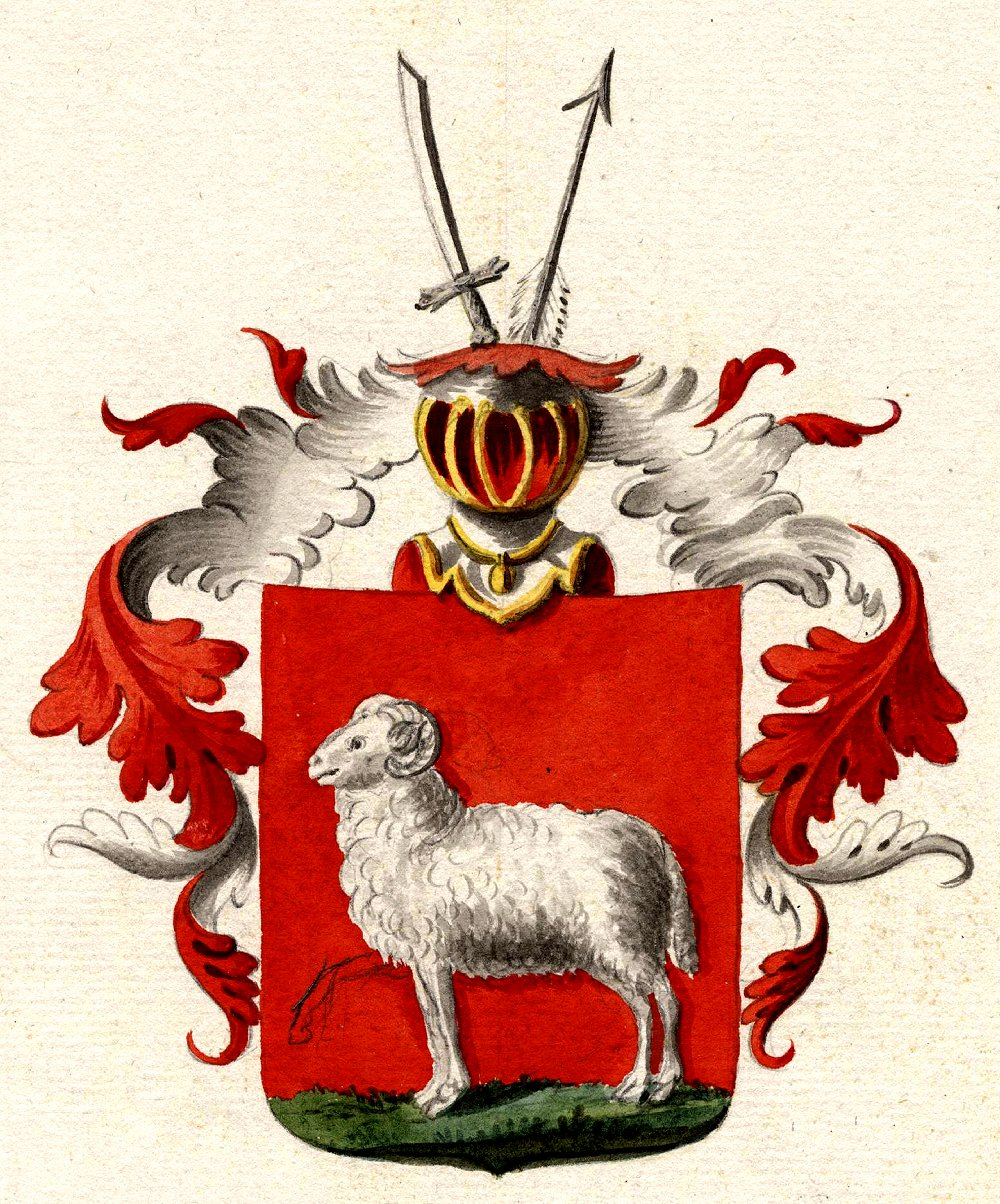
Wappen der baltischen Baranoffs (ab 1666)

Peter Paul Alexander von Baranoff stammte aus dem schwedisch-russischen Adelsgeschlecht von Baranoff, das sich in der Mitte des 16. Jahrhunderts in Livland und Estland angesiedelt hatte. Sein Vater war der russische Generalleutnant Peter Hermann von Baranoff, Herr auf Arroküll (1799–1871), der mit der Kammerfrau der Zarin, Baroness Marie Nicolay, verheiratet war. Peter Paul heiratete 1882 Olga Valerianovna Bibikova, verwitwete Boriova (1846–1933). Ihre Tochter war Olga Petrowna von Baranoff  (* 1. Februar 1883 in St. Petersburg). 